# 장 필리프 오모툰드

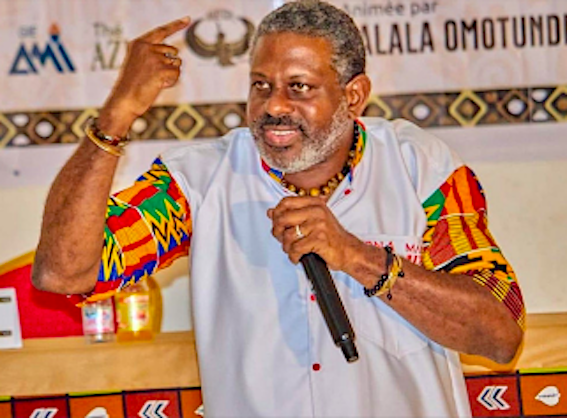

장 필리프 오모툰드(Jean-Philippe Omotunde, ? ~ 2022년 11월 14일)는 과들루프 섬 태생의 아프리카 출신 카리브인이다. 그는 역사 연구가이자 커뮤니케이션 고문으로 활동하며, 이 책에서 유럽 문명의 기원에 관한 고대 역사가들의 진정 어린 증언들을 들려줌으로써 아프리카 고전 연구를 촉구했다. 또한 Menaibuc 출판사에서 다수의 책을 출간했으며, 인터넷 사이트 africamaat.com과 Africamaat 연구소를 공동으로 창설했을 뿐만 아니라, 아프리카 학술지를 창안하고 Canal 3 Monde 채널에서 ‘진실과 거짓’이라는 TV 프로그램을 진행하고 있다. 2022년 11월 14일 사망.